# Аристотелов точак
Аристотелов точак је физичко-математички парадокс описан у књизи „Механика”, која се сматра Аристотеловим делом (4. век пне). 
Парадокс посматра два повезана точка, један унутар другог, са заједничким центром. Када се спољни точак креће без клизања на равни и направи пун обрт, његова путања је једнака дужини његовог обима. У овом случају, путања унутрашњег точка је потпуно иста, из чега се може погрешно закључити да су њихови обими (и, сходно томе, пречници) једнаки.
О овом парадоксу расправљали су многи истакнути физичари и математичари, укључујући Галилеа, Декарта и Ферма. Прву тачну анализу дао је Жан-Жак Дорту де Меран 1715. године. 

## Аналаза и решења
Парадокс је да се мањи унутрашњи круг помера за 2πР, (обим већег спољашњег круга полупречника Р), а не за сопствени обим. Ако би се унутрашњи круг котрљао одвојено, померио би се за 2πр, (сопствени обим са полупречником р). Унутрашњи круг није одвојен већ је чврсто повезан са већим.

### Прво решење
Ако мањи круг зависи од већег (случај 1), кретање већег круга приморава мањи да пређе већи обим. Ако већи круг зависи од мањег (случај 2), онда кретање мањег круга приморава већи круг да пређе обим мањег круга. Ово је најједноставније решење.

### Друго решење
Кругови пре и после једног окретања, показујући кретање центра, Пб и Пс, при чему Пб и Пс почињу и завршавају се на врху њихових кругова. Зелена цртица је кретање центра. Плава цртица показује кретање Пб. Црвена цртица показује кретање Пс-а. Пс-ов пут је очигледно краћи од Пб-овог. Што је Пс ближи центру, то је његова путања краћа, директнија и ближа зеленој линији.
Ово решење разматра прелазак са почетне на крајњу позицију. Нека је Пб тачка на већем кругу, а Пс тачка на мањем кругу, обе на истом полупречнику. Ради практичности, претпоставите да су обе директно испод центра, аналогно обема казаљкама на сату који показују ка шест. И Пб и Пс путују циклоидном путањом док се котрљају заједно за један обрт.
Док сваки путује 2πР хоризонтално од почетка до краја, Пс-ов циклоидни пут је краћи и ефикаснији од Пб-овог. Пб путује све даље изнад и даље испод путање центра – јединог правог – него Пс.
Да су Пб и Пс негде другде у својим круговима, закривљене путање би биле исте дужине. Сумирајући, мањи круг се креће хоризонтално 2πР јер било која тачка на мањем кругу путује краћом, а самим тим и директнијом путањом од било које тачке на већем кругу.